# Yeşiller Partisi
Die Yeşiller Partisi (deutsch Grünen-Partei, auch kurz Yeşiller – die Grünen) war eine politische Partei in der Türkei.
Eine grüne Partei gleichen Namens wurde bereits 1988 gegründet, aber im Jahr 1994 wieder aufgelöst. 20 Jahre nach ihrer ersten Gründung wurde die Partei, als die 57. in der Türkei, am 30. Juni 2008 nach Jahren der Vorbereitung (seit 2002) wieder etabliert – in Anknüpfung an die Traditionen von 1988. Die Grünen der Türkei hatten Ortsgruppen und Initiativen in Istanbul, Ankara, Izmir, Bursa, Tekirdağ und Antalya.
Die Grünen waren bekannt als die Grünen der Türkei (türkisch Yeşiller Türkiye) vor der Gründung der Partei. Die Partei hielt ihren ersten allgemeinen Kongress am 6. Juni 2010 ab.
Zu den Gründungsmitgliedern zählt die Musikerin İlkay Akkaya, ein prominentes Mitglied ist Birsel Lemke.
Die Partei fusionierte am 25. November 2012 mit der linksorientierten Eşitlik ve Demokrasi Partisi zur Yeşiller ve Sol Gelecek Partisi die kurz darauf ihren Namen in Yeşil Sol Parti (deutsch: Grün-Linke-Partei) änderte.

## Grundsätze
Die Partei vertritt folgende zehn Grundsätze: 
1. Anpassung an die Natur
2. Nachhaltigkeit
3. Globalen Kampf gegen Umweltverschmutzung
4. Ablehnung der männlichen Vormundschaft
5. Ablehnung von Gewalt
6. Direkte Demokratie
7. Lokalität statt Globalisierung
8. Ausgewogene Beteiligung
9. Freiheit des Lebens
10. Beibehaltung der Diversität